# Roquesite
La roquesite è un minerale appartenente al gruppo della calcopirite. Questo minerale è stato il primo, nel 1962, ad essere riconosciuto dalla Commission on New Minerals and Mineral Names dell'IMA.